# Česká volejbalová extraliga mužů 2010/2011
Česká volejbalová extraliga mužů 2010/2011 (Uniqa extraliga mužů).
Základní část má 12 účastníků. Do play-off postoupí 10 nejlepších týmů. 12 tým po základní části hraje baráž s vítězem 1. ligy.

## Tabulka po základní části
| Poř. | Tým                         | Záp. | Výh. | Výh.5 | Por.5 | Por. | Sety    | Míče        | Body |
| ---- | --------------------------- | ---- | ---- | ----- | ----- | ---- | ------- | ----------- | ---- |
| 1.   | VK Jihostroj Č. Budějovice  | 33   | 24   | 2     | 4     | 3    | 88 : 37 | 2920 :2579  | 80   |
| 2.   | Fatra EkoSolar Zlín         | 33   | 20   | 4     | 3     | 6    | 81 : 47 | 2991 :2803  | 71   |
| 3.   | VK Karbo Benátky n. Jizerou | 33   | 18   | 4     | 1     | 10   | 76 : 51 | 2923 : 2768 | 63   |
| 4.   | DHL Ostrava                 | 33   | 16   | 4     | 5     | 8    | 74 : 54 | 2928 : 2742 | 61   |
| 5.   | VK Dukla Liberec            | 33   | 16   | 3     | 2     | 12   | 72 : 55 | 2867 : 2747 | 56   |
| 6.   | VO Kocouři Vavex Příbram    | 33   | 13   | 3     | 2     | 15   | 63 : 65 | 2890 : 2867 | 47   |
| 7.   | Slavia Havířov              | 33   | 12   | 3     | 5     | 13   | 64 : 67 | 2883 : 2898 | 47   |
| 8.   | ČZU Praha                   | 33   | 11   | 4     | 1     | 17   | 57 : 69 | 2814 : 2888 | 42   |
| 9.   | SK Volejbal Ústí n. Labem   | 33   | 11   | 3     | 3     | 16   | 55 : 71 | 2725 : 2855 | 42   |
| 10.  | AERO Odolena Voda           | 33   | 6    | 5     | 6     | 16   | 52 : 81 | 2805 : 2991 | 34   |
| 11.  | Kladno volejbal cz          | 33   | 8    | 1     | 3     | 21   | 43 : 80 | 2646 : 2869 | 29   |
| 12.  | Volejbal Brno               | 33   | 6    | 1     | 2     | 24   | 34 : 82 | 2391 : 2776 | 21   |

- Legenda: Výh. 3 body, Výh.5 (vítězství na 5 setů) 2 body, Por.5 (porážka v 5 setech) 1 bod, Por. 0 bodů
- Poznámka: Kontumace zápasu 2 kola, který se konal 5. 10. 2010 v Ostravě mezi týmy DHL Ostrava a Volejbal Brno ve prospěch Ostravy. Výsledek zápasu byl změněn z 3:2 na 3:0 na sety za neoprávněný start pěti hráčů. Brnu byl odebrán bod za remízu a další za kuntumaci.[1]

## Předkolo
(na 2 vítězství)

Hrály spolu týmy, které byly po základní části na 7 a 10 a na 8 a 9 místě
ČZU Praha 0 : 2 SK Volejbal Ústí n. Labem
- 22. 3. 2011, 19:00 ČZU Praha – Ústí nad Labem 1:3 (22, -23, -22, -22)
- 24. 3. 2011, 18:00 Ústí nad Labem – ČZU Praha 3:0 (24, 23, 11)

Slavia Havířov  2 : 1 AERO Odolena Voda
- 22. 3. 2011, 18:00 Havířov – Odolena Voda 3:0 (19, 28, 22)
- 24. 3. 2011, 18:00 Odolena Voda – Havířov 3:1 (19, 23, -17, 22)
- 26. 3. 2011, 17:00 Havířov – Odolena Voda 3:1 (17, 25, -22, 27)

## Vyřazovací boje
|  | Čtvrtfinále                 | Čtvrtfinále              |                            |   | Semifinále | Semifinále |  |  | Finále | Finále |
|  |                             |                          |                            |   |            |            |  |  |        |        |
|  |                             |                          |                            |   |            |            |  |  |        |        |
|  | VK Jihostroj Č. Budějovice  | 3                        |                            |   |            |            |  |  |        |        |
|  | VK Jihostroj Č. Budějovice  | 3                        |                            |   |            |            |  |  |        |        |
|  | SK Volejbal Ústí n. Labem   | 1                        |                            |   |            |            |  |  |        |        |
|  | SK Volejbal Ústí n. Labem   | 1                        | VK Jihostroj Č. Budějovice | 4 |            |            |  |  |        |        |
|  |                             |                          | VK Jihostroj Č. Budějovice | 4 |            |            |  |  |        |        |
|  |                             | VO Kocouři Vavex Příbram | 2                          |   |            |            |  |  |        |        |
|  | VK Karbo Benátky n. Jizerou | VO Kocouři Vavex Příbram | 2                          | 0 |            |            |  |  |        |        |
|  | VK Karbo Benátky n. Jizerou |                          |                            | 0 |            |            |  |  |        |        |
|  | VO Kocouři Vavex Příbram    | 3                        |                            |   |            |            |  |  |        |        |
|  | VO Kocouři Vavex Příbram    | 3                        | VK Jihostroj Č. Budějovice | 4 |            |            |  |  |        |        |
|  |                             |                          | VK Jihostroj Č. Budějovice | 4 |            |            |  |  |        |        |
|  |                             | DHL Ostrava              | 1                          |   |            |            |  |  |        |        |
|  | Fatra EkoSolar Zlín         | DHL Ostrava              | 1                          | 3 |            |            |  |  |        |        |
|  | Fatra EkoSolar Zlín         |                          |                            | 3 |            |            |  |  |        |        |
|  | Slavia Havířov              | 1                        |                            |   |            |            |  |  |        |        |
|  | Slavia Havířov              | 1                        | Fatra EkoSolar Zlín        | 0 |            |            |  |  |        |        |
|  |                             |                          | Fatra EkoSolar Zlín        | 0 |            |            |  |  |        |        |
|  |                             | DHL Ostrava              | 4                          |   |            |            |  |  |        |        |
|  | DHL Ostrava                 | DHL Ostrava              | 4                          | 3 |            |            |  |  |        |        |
|  | DHL Ostrava                 |                          |                            | 3 |            |            |  |  |        |        |
|  | VK Dukla Liberec            | 2                        |                            |   |            |            |  |  |        |        |
|  | VK Dukla Liberec            | 2                        |                            |   |            |            |  |  |        |        |

### Čtvrtfinále
(na 3 vítězství)
VK Karbo Benátky n. Jizerou 0 : 3 VO Kocouři Vavex Příbram 
- 30. 3. 2011, 18:00 Benátky n. J. – Příbram 1:3 (-17, -18, 23, -16)
- 31. 3. 2011, 19:30 Benátky n. J. – Příbram 0:3 (-19,-19,-21)
- 03. 4. 2011, 17:00 Příbram – Benátky n. J. 3:0 (16,15,16)

VK Jihostroj Č. Budějovice 3 : 1  SK Volejbal Ústí n. Labem
- 30. 3. 2011, 18:00 České Budějovice – Ústí n. L. 3:1 (-20, 22, 14, 12)
- 31. 3. 2011, 18:00 České Budějovice – Ústí n. L. 3:1 (-23, 17, 21, 16)
- 03. 4. 2011, 17:00 Ústí n. L. – České Budějovice 3:1 (-21, 19, 26, 22)
- 04. 4. 2011, 18:00 Ústí n. L. – České Budějovice 0:3 (-18, -22, -18)

 DHL Ostrava 3 : 2 VK Dukla Liberec
- 30. 3. 2011, 17:00 Ostrava – Liberec 2:3 (22, -22, -18, 17, -19)
- 31. 3. 2011, 17:00 Ostrava – Liberec 3:2 (23, 16, -22, -36, 13)
- 03. 4. 2011, 17:00 Liberec – Ostrava 3:0 (23, 17, 19)
- 04. 4. 2011, 18:00 Liberec – Ostrava 1:3 (-16, 17, -19, -21)
- 07. 4. 2011, 17:00 Ostrava – Liberec 3:2 (-22, 20, -28, 26, 15)

Fatra EkoSolar Zlín 3 : 1 Slavia Havířov
- 30. 3. 2011, 17:00 Zlín – Havířov 3:0 (17, 26, 25)
- 31. 3. 2011, 17:00 Zlín – Havířov 0:3 (-19, -17, -27)
- 03. 4. 2011, 17:00 Havířov – Zlín 2:3 (-18, 21, 22, -23, -8)
- 04. 4. 2011, 19:00 Havířov – Zlín 1:3 (-24, -20, 23, -17)

### Semifinále
(na 4 vítězství)
VK Jihostroj Č. Budějovice 4 : 2 VO Kocouři Vavex Příbram
- 11. 4. 2011 18:00 Č. Budějovice – Příbram 3:2 (-20, -17, 14, 24, 13)
- 12. 4. 2011 18:00 Č. Budějovice – Příbram 3:1 (20, 20, -22, 21)
- 15. 4. 2011 18:00 Příbram – Č. Budějovice 3:0 (23, 23, 22)
- 16. 4. 2011 20:30 Příbram – Č. Budějovice 3:1 (23, 21, -31, 18)
- 18. 4. 2011 18:00 Č. Budějovice – Příbram 3:0(16, 13, 14)
- 20. 4. 2011 18:00 Příbram – Č. Budějovice 0:3 (-21, -23, -18)

Fatra EkoSolar Zlín 0 : 4  DHL Ostrava
- 11. 4. 2011 17:00 Zlín – Ostrava 1:3 (-21, -18, 23, -19)
- 12. 4. 2011 18:00 Zlín – Ostrava 2:3 (-20, -20, 20, 21, -13)
- 15. 4. 2011 18:00 Ostrava – Zlín 3:0 (16, 26, 21)
- 16. 4. 2011 17:00 Ostrava – Zlín 3:0 (13, 23, 20)

### O 3. místo
(na dvě vítězství)
Fatra EkoSolar Zlín 2 : 1 VO Kocouři Vavex Příbram
- 25. 4. 2011 17:00 Zlín – Příbram 3:1 (19, 18, -18, 23)
- 27. 4. 2011 18:00 Příbram – Zlín 3:1 (14, -17, 23, 26)
- 30. 4. 2011 17:15 Zlín – Příbram 3:0 (23, 19, 26)

### Finále
(na 4 vítězství) 
VK Jihostroj Č. Budějovice 4 : 1  DHL Ostrava
- 25. 4. 2011 18:00 České Budějovice – Ostrava 3:2 (-21, 20, -17, 23, 13)
- 26. 4. 2011 18:00 České Budějovice – Ostrava 3:1 (17, 21, -27, 32)
- 29. 4. 2011 17:00 Ostrava – České Budějovice 1:3 (-24, -20, 19, -19)
- 30. 4. 2011 15:45 Ostrava – České Budějovice 3:0 (18, 20, 23)
- 02. 5. 2011 18:00 České Budějovice – Ostrava 3:1 (-23, 16, 17, 19)

## Konečná tabulka
Konečná tabulka po předkole a vyřazovacích bojích
| Pořadí | Tým                         |
| ------ | --------------------------- |
| 1.     | VK Jihostroj Č. Budějovice  |
| 2.     | DHL Ostrava                 |
| 3.     | Fatra EkoSolar Zlín         |
| 4.     | VO Kocouři Vavex Příbram    |
| 5.     | VK Karbo Benátky n. Jizerou |
| 6.     | VK Dukla Liberec            |
| 7.     | Slavia Havířov              |
| 8.     | SK Volejbal Ústí n. Labem   |
| 9.     | ČZU Praha                   |
| 10.    | AERO Odolená Voda           |
| 11.    | Kladno volejbal cz          |
| 12.    | Volejbal Brno               |

## Baráž
(na 3 vítězství)

Tým Volejbal Brno jako poslední ze základní části extraligy a tým EGE České Budějovice se jako vítěz 1. ligy 
Volejbal Brno  3 : 1 EGE České Budějovice 
- 08. 4. 2011, 18:00  Brno – České Budějovice 3:0 (19, 24, 21)
- 09. 4. 2011, 18:00  Brno – České Budějovice 3:1 (15, 23, -21, 14)
- 15. 4. 2011, 19:00  České Budějovice –  Brno 3:2 (22, -11, 20, -21, 12)
- 16. 4. 2011, 17:00  České Budějovice –  Brno 0:3 (-21, -24, -12)